# Hill Locomotor
Hill Locomotor war eine US-amerikanische Automarke.

## Markengeschichte
C. C. Hill entwickelte 1895 ein Automobil. Ein Herr Cummings war Investor. Sie stellten in einer kleinen mechanischen Werkstätte in Chicago in Illinois einige Fahrzeuge her, die als Hill Locomotor angeboten wurden. 1896 endete die Produktion zunächst.
1900 unternahm Hill einen zweiten Versuch. Am 9. Januar 1901 berichtete The Horseless Carriage, dass das erste Fahrzeug fast fertig sei. Danach verliert sich die Spur.

## Fahrzeuge
Die Fahrzeuge von 1895 bis 1896 hatten einen Zweizylindermotor mit 6 PS Leistung. Aufbau war ein Surrey mit Dach. Als Zweisitzer kostete das Fahrzeug 350 US-Dollar und als Viersitzer 500 Dollar. Das Leergewicht war mit 272 kg angegeben und die Höchstgeschwindigkeit mit 45 km/h.
Beim zweiten Versuch handelte es sich um einen Dampfwagen.